# Златноливаденски манастир
Златноливаденският или Чирпанският манастир „Свети Атанасий“ е женски православен манастир в Южна България, подчинен е на Старозагорската епархия на Българската православна църква .

## Местоположение
Манастирът се намира близо до село Златна ливада. Разположен е на хълм над селото, на десния бряг на Стара река, недалеч от вливането ѝ в река Марица, на 14 км от град Чирпан и на 53 км южно от Стара Загора.

## История
По време на османската власт храмът е дървен, а в манастира намират подслон Паисий Хилендарски, хайдушки войводи, Васил Левски и други борци за национална свобода. След 1944 г. в епохата на комунизма на около 100 – 150 m от манастира (по-късно паркинг при манастира) е имало овчарник на местното ТКЗС. В началото на 50-те години манастирските сгради са освободени за църковно ползване. В края на 70-те години е обновен по инициатива на Министерство на културата. Тогава е построена новата манастирска сграда в традиционен стил. Със своя мащаб и пространство тя го прави един от най-големите манастири в днешна България.
Александрийският патриарх Петрос VII, втори в йерархията на източното православие след Вселенския патриарх, идва в 2003 г. в манастира на поклонение пред свети Атанасий. Той донася в подарък иконата на Анастасий Велики, рисувана в Александрия, друга такава икона е подарена от атонски монаси, тук се пази и препис от Реймското евангелие. Оригиналът е в библиотеката на Реймс, а копието е направено от наши художници, които го даряват на манастира. Това е първото копие на святата книга на български език, над която повече от 200 години във вярност към Бога и народа са се клели френските крале. Над църковния олтар е и иконата на света Петка като българска светица. Тя е исторически свързана с манастира – при едно от многобройните му възкресявания през турско е издигнат и неин параклис – по-късно също разрушен. Нейният празник се чества всяка година в манастира на 14 октомври. Манастирът се поддържа и с помощта на труд и пари от доброволци сред близките села и от страната. Много хора от околността остават на поклонение за два-три дни, други от страната – и за седмица, идват и поклонници от чужбина дори от католически страни като Полша, например.

## Архитектура
Манастирският комплекс включва църква (възстановена в 1961 г.), пещера-постница и аязмо с лековита вода в манастирския двор под нея, стари нереставрирани сгради от 1840 г., нови крила, построени по желание на Людмила Живкова в 1979 г. Стара река дели пещерата постница и обителта, а скривалището на Васил Левски е сред монашеските килии.

## Легенди
Преданията свързват откриването на лечебната сила на водата с траките. Вярващите считат, че водата от аязмото лекува кожни заболявания, подобрява зрението, действа очистително на вътрешните органи и дори повлиява добре на туморни заболявания, разказват се случаи на прохождане на сакати. За пещерата също се вярва, че има лечебен ефект.

## Храмов празник
В обителта Свети Атанасий се чества два пъти:
- 18 януари – датата на последното завръщане на светеца, след като е бил 5 пъти гонен от арианите от епископския си пост.
- 2 май – денят на неговото Успение.